# Tapilula
Tapilula est une municipalité du Chiapas, au Mexique. Elle couvre une superficie de 126,7 km2 et compte 12 887 habitants en 2015.